# Vítězslav Jaroš
Vítězslav Jaroš (Příbram, 23 juli 2001) is een Tsjechisch doelman. Hij maakte in 2017 de overstap van de jeugdopleiding van Slavia Praag naar die van Liverpool, waar hij in 2024 zijn debuut voor maakte. Voor het seizoen 2025/26 werd hij verhuurd aan Ajax. Jaroš maakte ook in 2024 zijn debuut als international van het Tsjechisch voetbalelftal.

## Clubcarrière

### Liverpool
Jaroš begon met voetballen bij zijn plaatselijke voetbalclub FK Příbram, waar hij drie jaar speelde voordat hij in 2011 de overstap maakte naar de jeugdopleiding van Slavia Praag. Daar speelde hij zes jaar voordat hij naar de jeugd van Liverpool vertrok. In zijn tweede seizoen won hij daar de FA Youth Cup. In de zomer van 2019 maakte hij in een oefenwedstrijd tegen Tranmere Rovers zijn officieuze debuut voor het eerste van Liverpool. Hij zat op 20 februari voor de FA Cup tegen Shrewsbury Town voor het eerst op de bank. Hij tekende op 9 juli 2020 een nieuw contract bij de club. Het seizoen erop zat Jaroš tijdens drie Champions League-wedstrijden, tegen Ajax en FC Midtjylland, op de bank. 

### Verhuur aan St. Pats
Op 3 februari 2021 werd Jaroš voor de rest van het seizoen aan de Ierse club St. Patrick's Athletic verhuurd. Hij was na Michal Macek pas de tweede Tsjech in de geschiedenis van de club. Hij maakte op 19 maart 2021 tegen Shamrock Rovers zijn debuut voor de club, en speelde tevens zijn eerste professionele wedstrijd. Op 3 april hield hij tegen Bohemian voor het eerst in de nul en kwam hij met St. Pats bovenaan de Ierse competitie te staan. Na negen wedstrijden had hij vijf keer de nul gehouden en slechts vier tegendoelpunten gekregen. Op 12 november werd hij uitgeroepen tot Speler van het Jaar, na een tweede plek in de competitie, de op-een-na beste prestatie in de clubgeschiedenis. Door Ierse journalisten werd hij bovendien uitgeroepen tot beste doelman dat seizoen. In totaal speelde hij 39 wedstrijden voor St. Pats.

### Verhuur aan Notts County
Op 27 januari 2022 werd Jaroš verhuurd aan Notts County, dat uitkwam in de National League. Hij maakte op 1 maart tegen Chesterfield zijn debuut. Zijn eerste clean sheet volgde in zijn vijfde wedstrijd, tegen Eastleigh. Hij speelde vijftien wedstrijden voor de club, maar bereikte niet de play-offs voor promotie naar de League Two.

### Verhuur aan Stockport County
Op 4 juli werd Jaroš voor een seizoen verhuurd aan Stockport County, dat speelde in de League Two. Hij maakte op 9 augustus zijn debuut en hield de nul in een 1-0 overwinning op Harrogate Town. Op 23 augustus hield hij in de EFL Cup tegen Premier League-club Leicester City de nul en stopte hij bovendien een penalty van James Maddison. Na oktober speelde hij echter geen minuut meer: hij kwam tot dertien wedstrijden.

### Verhuur aan Sturm Graz
Op 9 januari 2024 tekende Jaroš een nieuw contract bij Liverpool en werd hij voor de rest van het seizoen verhuurd aan SK Sturm Graz. Op 9 februari maakte hij tegen Red Bull Salzburg zijn debuut voor de club. Zes dagen later maakte hij zijn Europese debuut in de tussenronde van de Conference League, waarin Slovan Bratislava over twee wedstrijden met 5-1 werd verslagen. Op 1 mei stond hij in de finale van de Oostenrijkse beker, waarin Sturm Graz Rapid Wien met 2-1 versloeg. Hij speelde 21 wedstrijden in zijn periode bij Sturm Graz, die hij afsloot met het winnen van de Bundesliga, wat een einde maakte aan een reeks van tien jaar waarin Red Bull Salzburg telkens kampioen werd.

### Terugkeer bij Liverpool
In het seizoen 2024/25 was Jaroš onder nieuwe coach Arne Slot derde doelman achter Alisson Becker en Caoimhín Kelleher. Op 5 oktober maakte hij tegen Crystal Palace zijn debuut voor Liverpool, door een blessure van Alisson. Op 30 oktober maakte hij zijn basisdebuut voor de club in een EFL Cup-wedstrijd tegen Brighton & Hove Albion, dat met 3-2 verslagen werd. 

### Verhuur aan Ajax
Medio 2025 verhuurde Liverpool Jaroš aan Ajax, waar de voormalig assistent-trainer van Liverpool, John Heitinga, vanaf die zomer de hoofdtrainer was geworden. Hij ging spelen met rugnummer 1. Op 10 augustus maakte Jaroš zijn officiële debuut voor Ajax in een met 2-0 gewonnen wedstrijd tegen Telstar.

## Clubstatistieken
| Seizoen | Club               | Competitie       | Competitie | Competitie | Beker | Beker | Overig | Overig | Totaal | Totaal |
| Seizoen | Club               | Competitie       | Wed.       | Dlp.       | Wed.  | Dlp.  | Dlp.   | Dlp.   | Wed.   | Dlp.   |
| ------- | ------------------ | ---------------- | ---------- | ---------- | ----- | ----- | ------ | ------ | ------ | ------ |
| 2020/21 | Liverpool          | Premier League   | 0          | 0          | 0     | 0     | –      | –      | 0      | 0      |
| 2021    | → St. Pats         | Premier Division | 34         | 0          | 5     | 0     | –      | –      | 39     | 0      |
| 2021/22 | → Notts County     | National League  | 15         | 0          | 0     | 0     | –      | –      | 15     | 0      |
| 2022/23 | → Stockport County | League Two       | 11         | 0          | 2     | 0     | –      | –      | 13     | 0      |
| 2023/24 | → Sturm Graz       | Bundesliga       | 14         | 0          | 3     | 0     | 4      | 0      | 21     | 0      |
| 2024/25 | Liverpool          | Premier League   | 1          | 0          | 1     | 0     | 0      | 0      | 2      | 0      |
| 2025/26 | → Ajax             | Eredivisie       | 1          | 0          | 0     | 0     | 0      | 0      | 1      | 0      |
| Totaal  | Totaal             | Totaal           | 76         | 0          | 11    | 0     | 4      | 0      | 91     | 0      |

Bijgewerkt t/m 18 juni 2025.

## Interlandcarrière
Jaroš speelde jeugdinterlands voor de elftallen van Tsjechië onder 16, onder 18 en onder 21. Op 7 juni 2024 maakte hij in een oefeninterland tegen Malta zijn debuut voor Tsjechië. 

## Erelijst
| Competitie             | Aantal                 | Jaren                  |
| St. Patrick's Athletic | St. Patrick's Athletic | St. Patrick's Athletic |
| ---------------------- | ---------------------- | ---------------------- |
| FAI Cup                | 1x                     | 2020/21                |
| Sturm Graz             |                        |                        |
| Bundesliga             | 1x                     | 2023/24                |
| ÖFB-Cup                | 1x                     | 2023/24                |